# اکبر ژورائف
اکبر ژورائف یک وزنه‌بردار ازبکستانی و قهرمان سوم جهان است که در دسته ۱۰۵ کیلوگرم تا سال ۲۰۱۸ رقابت می‌کرد و پس از اینکه فدراسیون بین‌المللی وزنه‌برداری، این دسته‌ها را دوباره سازماندهی کرد، او در دسته ۱۰۹ کیلوگرم وزنه میزند. او در المپیک توکیو که اولین المپیک او هم بود  توانست با مجموع ۴۳۰ کیلو در یک ضرب و دو ضرب مدال طلا بگیرد. 
او رکورد یک ضرب با مجموع ۱۰۲ کیلوگرم، و دو ضرب را با مجموع ۱۰۹ کیلوگرم را در دست دارد